# Cesta po Řecku
Cesta po Řecku (starořecky Ἑλλάδος Περιήγησις Hellados Periégésis) je dílo cestovatele a zeměpisce Pausánia, působícího v 2. století, Jedná se o jedno z nejzajímavějších děl řecké literatury v době římského císařství. V deseti knihách popisuje různé oblasti Řecka.
1. Attika, Megaris
2. Korinthie, Argolis
3. Lakónie
4. Messénie
5. Élis
6. Élis
7. Achaia
8. Arkadia
9. Boiótia
10. Fókis

Z řeckého originálu vydaného v roce 1967 B. G. Teubnerem Verlagem dílo do češtiny přeložila, seznamem odborných výrazů a vysvětlivkami opatřila Helena Businská, předmluvu napsal Pavel Oliva. Dílo bylo poté vydáno nakladatelstvím Svoboda ve dvou svazcích, v roce 1973 prvním a v roce 1974 druhým, jako 20. a 23. svazek edice Antická knihovna.